# Sheldon (Illinois)
Sheldon – wieś w Stanach Zjednoczonych, w stanie Illinois, w hrabstwie Iroquois.